# Diaphorodesmus attemsii
Diaphorodesmus attemsii är en mångfotingart som beskrevs av Karl Wilhelm Verhoeff 1938. Diaphorodesmus attemsii ingår i släktet Diaphorodesmus och familjen Chelodesmidae. Inga underarter finns listade i Catalogue of Life.